# Myrmeciza ferruginea
Myrmeciza ferruginea là một loài chim trong họ Thamnophilidae.